# Banda di Alessandro

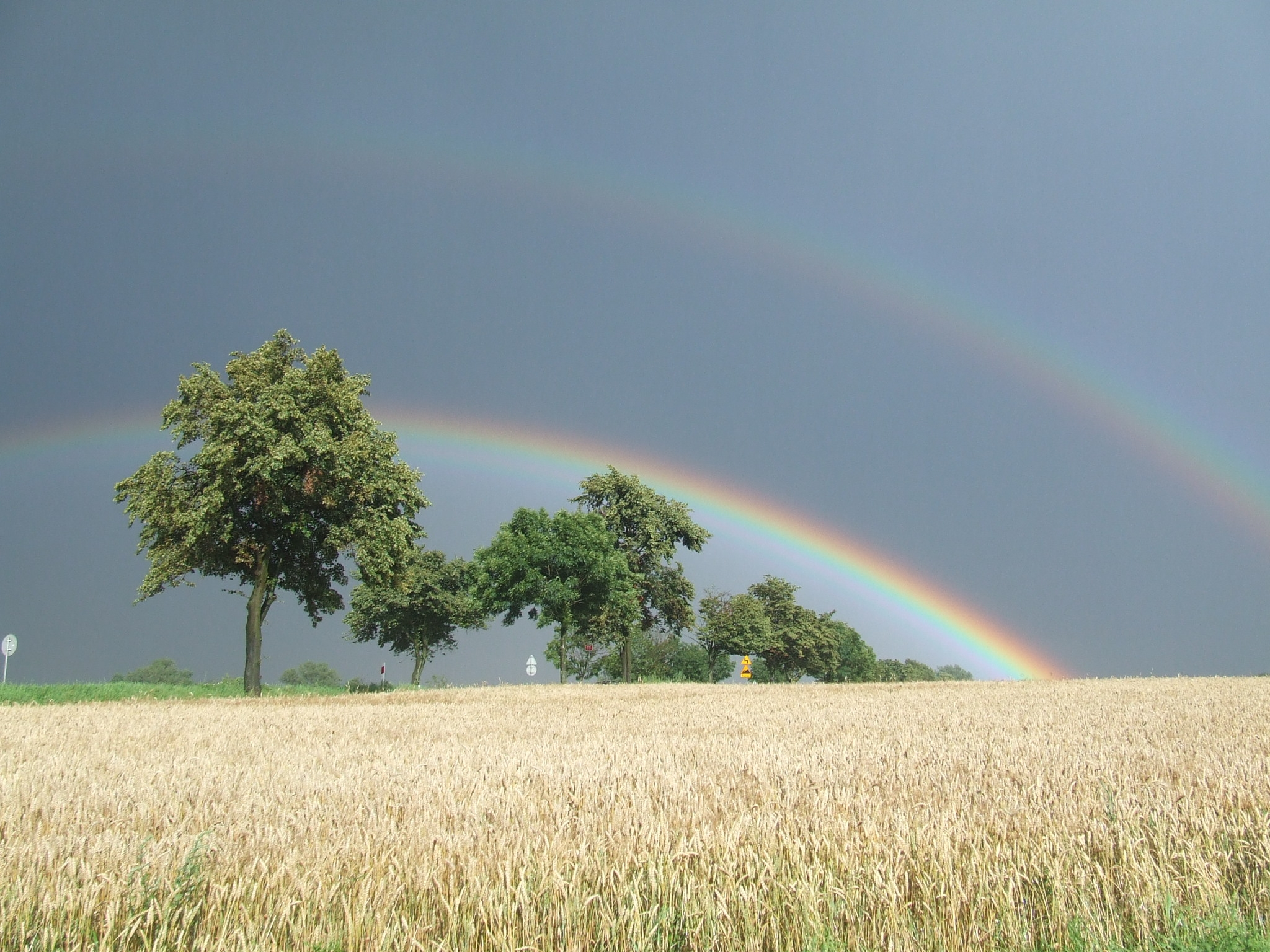
La banda di Alessandro posta tra i due archi.

La Banda di Alessandro è quella porzione di cielo scuro compresa fra arcobaleno primario e arcobaleno secondario. Prende il nome dal filosofo greco Alessandro di Afrodisia che per primo descrisse il fenomeno. Questo effetto è dovuto all'angolo di minima deviazione: raggiunto quest'angolo da un raggio luminoso di lunghezza d'onda λ, i raggi luminosi con lunghezza d'onda λ' > λ non potranno superare quest'angolo venendo quindi deviati al suo interno. Si produce quindi una regione più luminosa (più raggi sovrapposti) internamente all'arco primario e una regione (di Alessandro) più scura all'esterno. Procedimento simile nel caso dell'arco secondario ma invertito (regione chiara all'esterno e regione scura all'interno). Dalla sovrapposizione dei due effetti si osserva la banda di Alessandro.

ARCO PRIMARIO: la luce si riflette una sola volta dietro alla goccia, e esce lasciando la goccia. Gli ultimi raggi si ripiegano all'interno dell'angolo di minima deviazione.
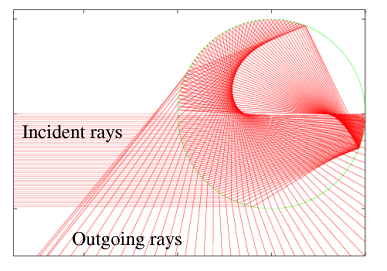
ARCO SECONDARIO: la luce si riflette due volte dietro alla goccia, e esce lasciando la goccia. Gli ultimi raggi si ripiegano all'interno dell'angolo di minima deviazione.